# Rana Hussein
Rana Saddam Hussein (língua árabe رنا صدام حسين, nascida em 1969) é a segunda filha mais velha do ex-presidente e ditador iraquiano, Saddam Hussein, com a sua primeira esposa, Sajida Talfah. Sua irmã mais velha é Raghad Hussein e sua irmã mais nova é Hala Hussein.
Em 1986, casou-se com Saddam Kamel al-Majid, irmão de Hussein Kamel al-Majid, o marido de sua irmã mais velha Raghad, a quem ela deu à luz quatro filhos. Ela acompanhou o marido até a Jordânia em 1995, onde viveu desde 8 de agosto daquele ano a 20 de fevereiro de 1996. Eles voltaram ao Iraque depois de receber garantias de Saddam Hussein que Kamel e seu irmão Hussein Kamel seriam perdoados. Apesar desta promessa, antes do final do mês os dois Kamels foram baleados e mortos por outros membros do clã que declarou-os traidores.
Em 1997, o seu irmão, Uday Hussein, pôs Rana e sua irmã, Raghad, sob prisão domiciliar por estarem envolvidas em um complô para assassiná-lo.
Em 31 de julho de 2003, ela voltou à Jordânia, onde o Rei Abdullah, concedeu-lhe asilo e, outrossim, à sua família.
Rana é mãe de três filhos: Ahmad, Saad e Hussein, e também uma filha, chamada Nabea.